# Raymond O. Faulkner
Raymond Oliver Faulkner (Shoreham-by-Sea, 26 de dezembro de 1894 — Ipswich, 3 de março de 1982) foi um egiptólogo e filólogo inglês.

## Vida
Ele nasceu em Shoreham, Sussex, e era filho do bancário Frederick Arthur Faulkner e sua esposa Matilda Elizabeth Faulkner (nascida Wheeler). Em 1912 assumiu um cargo no Serviço Civil Britânico, mas seu emprego foi interrompido pela Primeira Guerra Mundial, quando entrou nas Forças Armadas. Após um breve período de serviço, ele foi invalidado e voltou ao serviço público em 1916.
Faulkner desenvolveu um interesse por egiptologia e, em 1918, começou a estudar hieróglifos egípcios em seu tempo livre na University College London sob a tutela de Margaret Murray. Em 1926, ele se tornou assistente em tempo integral do Dr. Alan Gardiner, de quem recebeu treinamento filológico e incentivo para publicar seus trabalhos em textos hieroglíficos.
Ele foi o editor do Journal of Egyptian Archaeology de 1946 a 1959 e escreveu muitos livros, artigos e resenhas. Em 1950 foi admitido como Fellow da Society of Antiquaries.
Em 1951 Faulkner tornou-se assistente no ensino de línguas na Universidade de Londres, progredindo para se tornar um professor de língua egípcia - cargo que ocupou de 1954 a 1967. Ele recebeu seu doutorado em Letras grau da Universidade de Londres, em 1960.
A principal área de interesse de Faulkner foi a filologia egípcia, e ele fez contribuições importantes para a egiptologia com suas traduções e índices de muitos textos egípcios antigos importantes, bem como seu dicionário autográfico do egípcio médio (que continua sendo uma referência importante e padrão para egiptólogos e estudantes modernos da antiga língua egípcia).
Ele morreu em Ipswich, Suffolk, em 3 de março de 1982.

## Publicações selecionadas
- Raymond O. Faulkner, "The Plural and the Dual in Old Egyptian", 1929.
- Raymond O. Faulkner, "The Papyrus Bremner-Rhind", 1933.
- Raymond O. Faulkner, Egypt from the Inception of the Nineteenth Dynasty to the Death of Ramesses III, fascículo 52 for the "Cambridge Ancient History", ISBN 0-521-04477-4, 1966.
- Raymond O. Faulkner, "The Ancient Egyptian Pyramid Texts", ISBN 0-85668-297-7, 1969. Oxford University reimpressão ISBN 0-19-815437-2.
- Raymond O. Faulkner, "The Book of the Dead: Book of Going Forth by Day", ISBN 0-8118-0767-3, 1972.
- Raymond O. Faulkner and S. Glanville, "Catalogue of Egyptian Antiquities in the British Museum. Vol.II: Wooden Model Boats", ISBN 0-7141-0914-2, 1972.
- Raymond O. Faulkner, "A Concise Dictionary of Middle Egyptian", ISBN 0-900416-32-7, 1962, 2nd ed. 1972.
- Raymond O. Faulkner, "The Ancient Egyptian Coffin Texts", ISBN 0-85668-754-5, 3 vols., 1972–78.
- William K. Simpson, E. Wente, and Raymond O. Faulkner, "The Literature of Ancient Egypt", ISBN 0-300-01687-5, 1969.